# Fort Ankeborgs försvarare
Fort Ankeborgs försvarare är kapitel 10 i seriesviten Farbror Joakims liv (The Life and Times of $crooge McDuck), författad och tecknad av Don Rosa. Utspelar sig 1902.

## Handling
Historien börjar när Joakim och hans båda systrar Hortensia och Matilda kommer till Ankeborg i Amerika åkande i en bil som drivs av fiskolja och fotogen. Ankeborg, som inte är mer än en liten by, domineras av den enorma Tomtebacken med Fort Ankeborg på toppen, platsen där Joakim senare bygger sin pengabinge.
Då bilen saknar bromsar kör de rakt in i familjen Ankas gård. Här möter Joakim Elvira Anka och Elias Anka (mer kända som Farmor och Farfar Anka) och deras barn, Doris, Unkas och Kvacke. Hortensia stöter ihop med Kvacke och de verkar i de närmaste skapta för varandra med tanke på sina raseriutbrott och det blir kärlek vid första ögonkastet.
Efter mötet tar Joakim med sig sina systrar upp till Fort Ankeborg där en organisation som kallar sig Gröngölingskåren håller till. När de kommer fram till fortet visar det sig inte vara mer än ett förfallet ruckel. Joakim kör ut fortets invånare som består av tre ynglingar. De tar med sig gröngölingsboken och lämnar fortet. De misstänker att Joakim ljuger om att äga fortet och varnar myndigheterna, vilket förs vidare ända upp till presidenten, Theodore Roosevelt. Han blir rosenrasande över intrånget på Amerikas gränser och misstar det för ett invasionshot.
Samtidigt håller Joakim på att frakta sina pengar till Ankeborg längs Toppklockefloden. När han stannar för att fråga vägen möter han Björnligan igen. De känner genast igen honom och tar upp jakten för att få hämnd då han spärrade in dem när de möttes på Mississippi 22 år tidigare.
När de kommer fram till Fort Ankeborg med pengarna njuter Joakim av ett härligt bad i sin förmögenhet. Björnligan kommer och upptäcker att Joakim numera är miljardär. De överrumplar Joakim och är på god väg att ta hans pengar. Men precis när det är som mörkast upptäcker de att någon skjuter på dem.
Tillsammans går de upp på muren och märker att Amerikas samlade armé står utanför fortet, redo till attack, och själve presidenten leder den. Armén stormar fortet och lyckas nästan. Men Hortensias ohyggliga humör får armén att rygga tillbaka och kvar blir endast presidenten. Han och Joakim känner igen varandra och resten av kvällen sitter de och skryter om sina bedrifter för varandra. Presidenten ursäktar sig för misstaget och låter arrestera Björnligan, som beslutar sig för att bilda familjer för att lyckas inta fortet i framtiden.
Sex månader senare har Joakim byggt sin enorma pengabinge med plats för tre kubik-tunnland med pengar. Han förutspår att Ankeborg kommer att växa till en storstad och planerar redan att upprätta stora industrier. Samtidigt diskuterar Kvacke och Hortensia vad deras barn ska heta, och Hortensia blir rosenrasande över förslaget Kalle.